# Hans Hauri (Architekt)
Hans Hauri (* 1912; † 1986) war ein Schweizer Architekt.

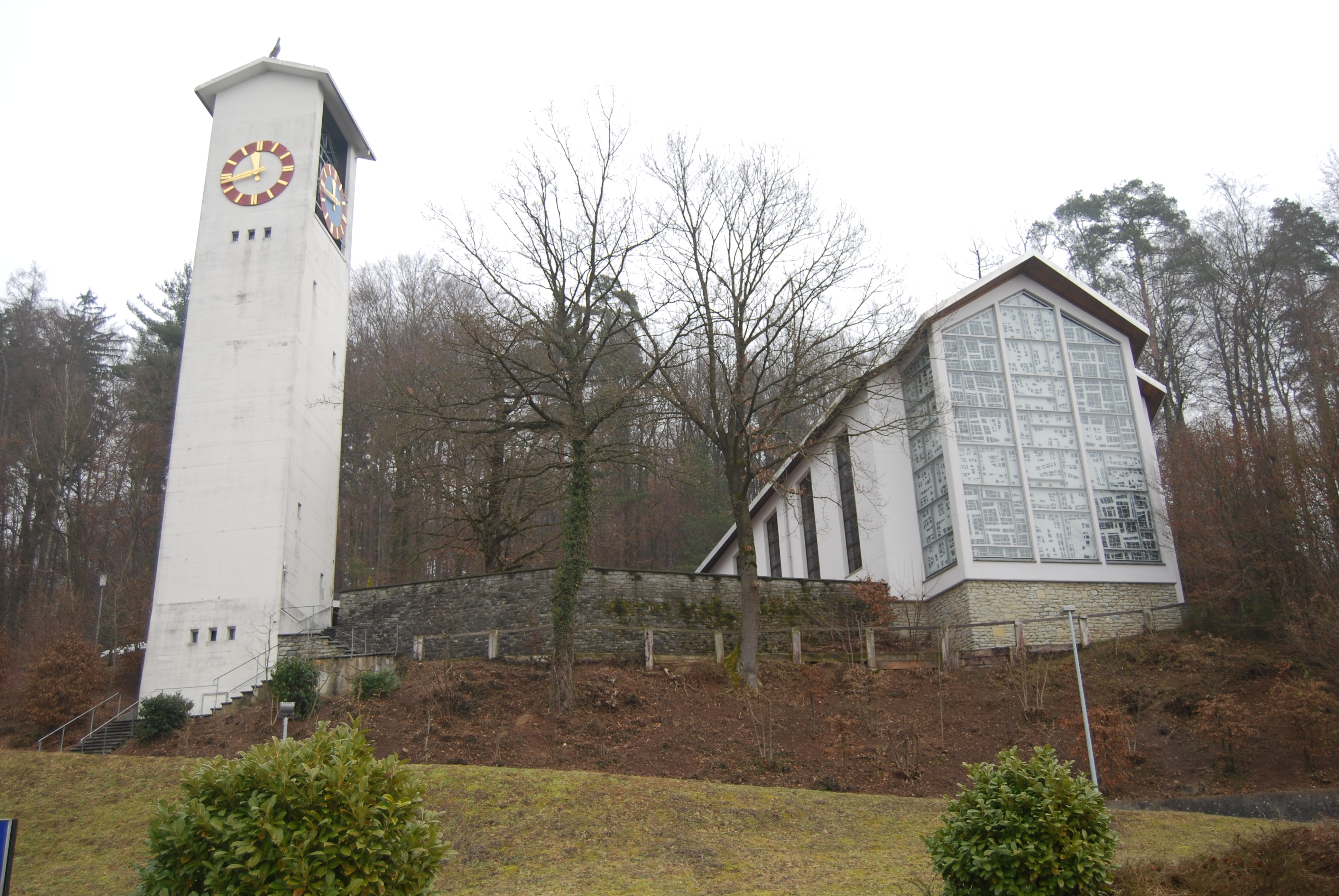
Reformierte Kirche Muhen

## Werdegang
Hans Hauri machte ein Diplom in Architektur an der Eidgenössischen Technischen Hochschule Zürich und eröffnete 1942, unmittelbar nach dem Studium, ein eigenes Büro in Reinach.
Er war Mitglied im Schweizerischen Ingenieur- und Architektenverein. Hauri sass neben Alois Stadler in der Jury für den Wettbewerb «Schulhaus mit Turnhalle in Sarmenstorf».

## Bauten

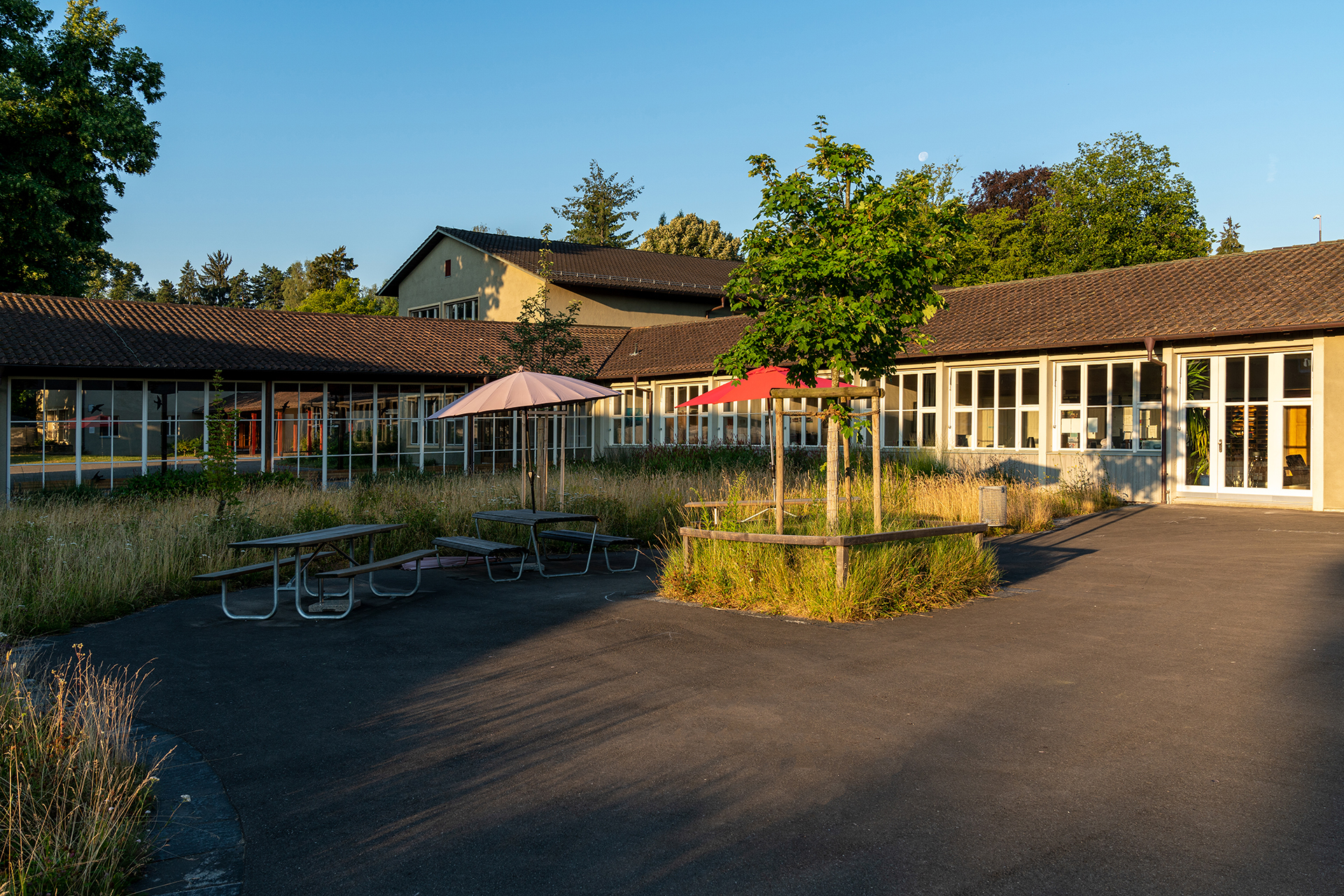
Pavillonschule Gönhard

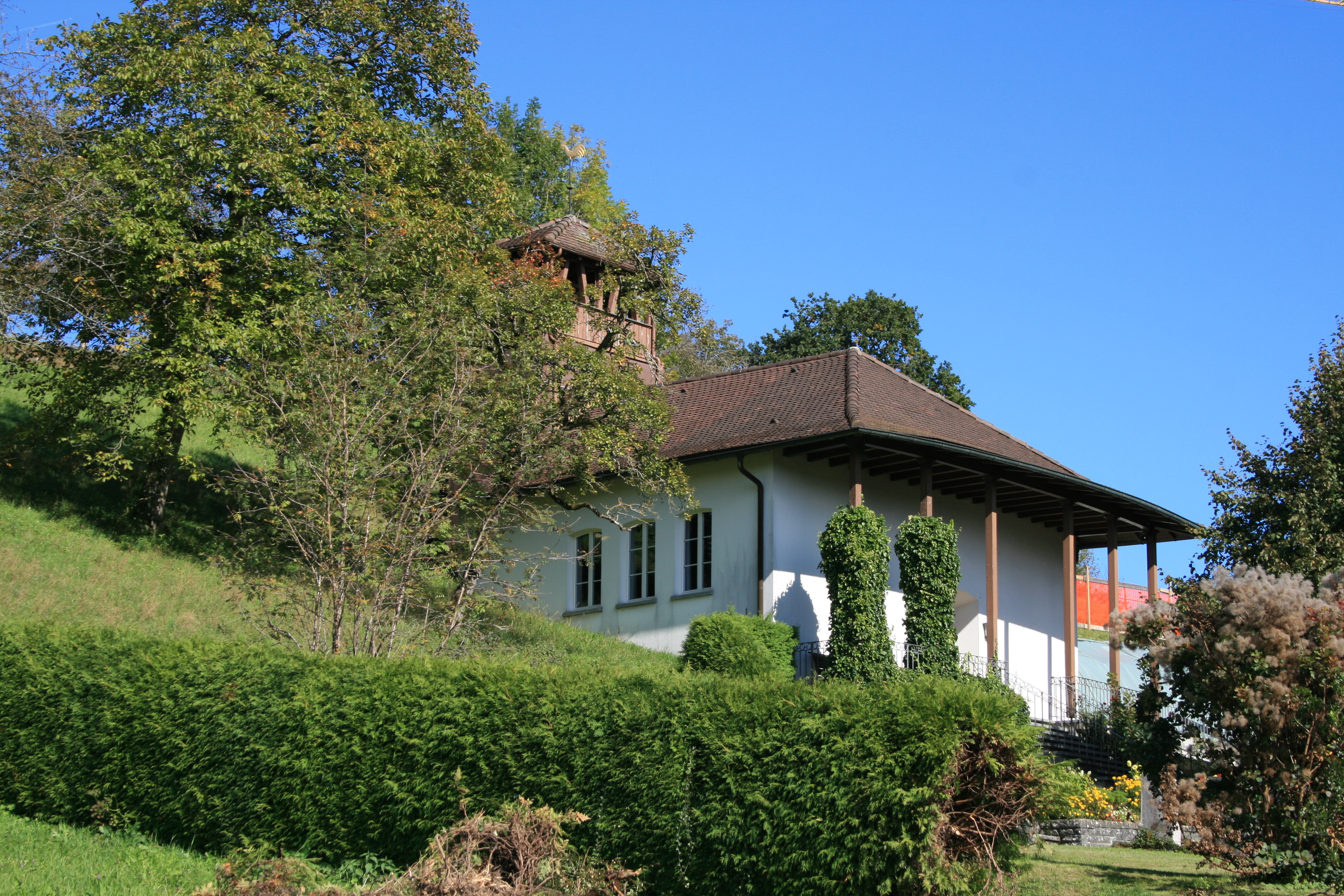
Kirchlein Zetzwil

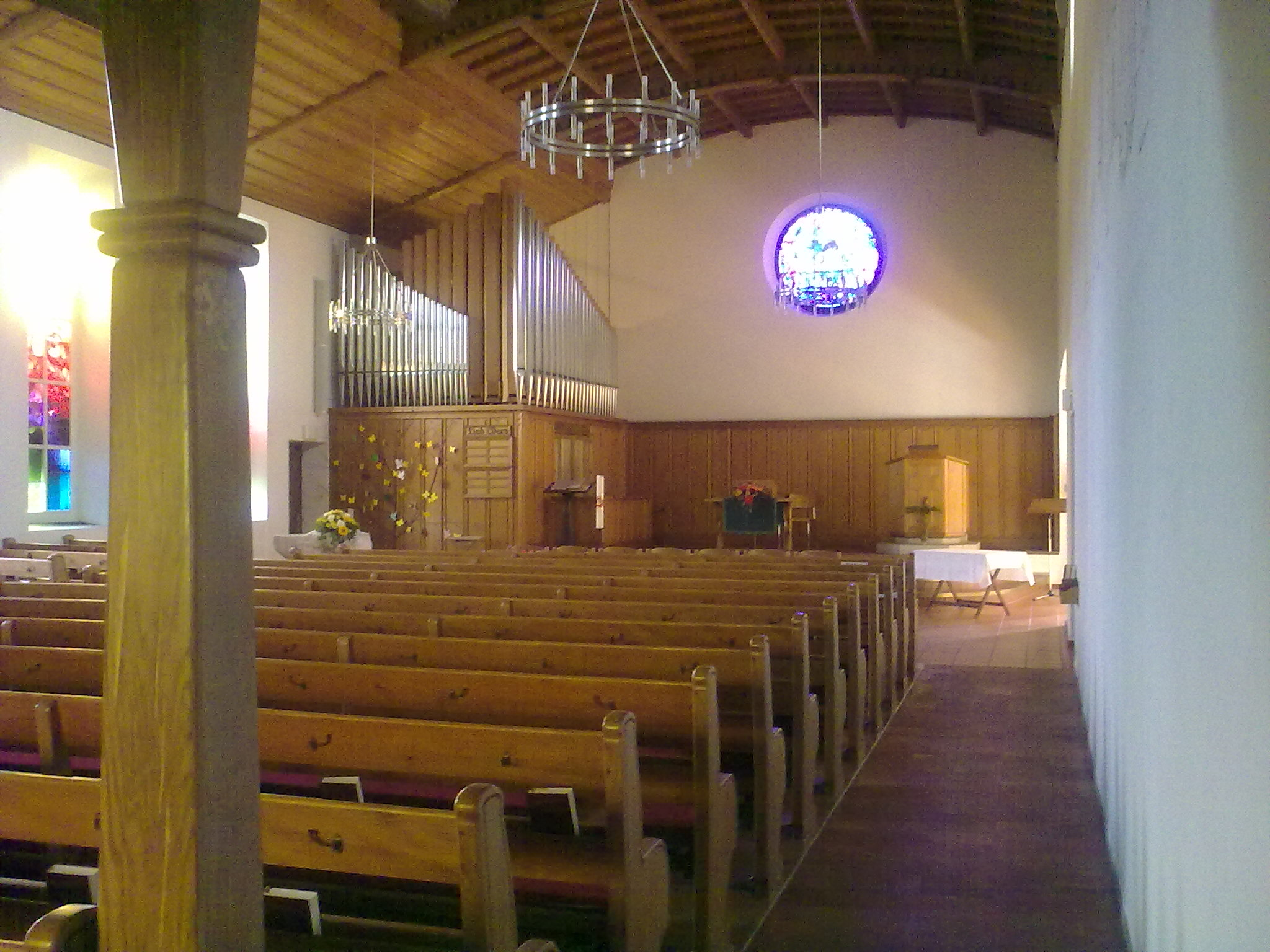
Reformierte Kirche Niederlenz

Die Reformierte Kirche Muhen ist in der Liste der Kulturgüter in Muhen und die Pavillonschule Gönhard ist in der Liste der Kulturgüter der Gemeinde Aarau eingetragen. Die Kirchen Niederlenz und Muhen, die Schule Göhnhard, das Kirchgemeindehaus in Reinach und die Herrschaftliche Villa, Leutwil stehen unter kantonalem Denkmalschutz.
- 1938: Reformiertes Kirchgemeindehaus, Reinach[9]
- 1942: Kirchlein Zetzwil, Zetzwil[10]
- 1942–1944: Herrschaftliche Villa, Leutwil[1]
- 1945–1949: Reformierte Kirche Niederlenz[11]
- 1948–1952: Pavillonschule Gönhard (2012 erweitert von Roger Boltshauser[12] und Landschaftsarchitekt Maurus Schifferli[13])
- 1959–1961: Reformierte Kirche Muhen[14]
- 1965: Reformiertes Kirchgemeindehaus, Menziken[15]
- 1972: Kirchgemeindehaus, Frick[16]